# Mitteldeutscher Basketball Club (Frauen)
Die Frauenabteilung des Mitteldeutschen Basketball Clubs ist eine Basketballmannschaft aus Halle (Saale). Die erste Damenmannschaft spielt als Syntainics MBC (Eigenschreibweise SYNTAINICS MBC) in der 1. Damen-Basketball-Bundesliga.

## Geschichte
Die Wurzeln des Basketballs des SV Halle liegen in der 1949 gegründeten HSG Wissenschaft Halle, welche 1955 in SC Wissenschaft Halle umbenannt wurde. 1958 wurden daraus die Leistungssportabteilungen zum SC Chemie Halle delegiert. Die Basketballabteilung des SC Chemie errang in den 1960er Jahren fünf DDR-Meisterschaften der Damen und zwei DDR-Meisterschaften der Herren.
1969 wurde Basketball aus dem SCC in die SG HPW 69 Halle ausgegliedert. Über Namensänderungen in SG KPV 69 Halle (vollständig Sportgemeinschaft Kombinat Pumpen und Verdichter 69 Halle), SC HPW 69 Halle (1990, vollständig Sportclub Hallesche Pumpenwerke 69 Halle) und BC 69 Halle (1993) kam die Abteilung 1997 letztlich wieder zum SV Halle zurück. 2011 wurde der Spielbetrieb in die bis heute bestehende Halle Lions Basketball GmbH ausgegliedert und der Trägerverein Halle Lions Basketball e. V. gegründet. Der Name der 1. Damenmannschaft lautete seither SV Halle Lions, ab 2017 GISA Lions SV Halle, gesponsert vom IT-Dienstleister GISA. Zur Saison 2022/23 erfolgte der Zusammenschluss mit dem Mitteldeutschen BC aus Weißenfels. Die Lions wurden als GISA Lions MBC dessen Frauenmannschaft. Seit 2024 treten sie als Syntainics MBC mit dem gleichen Sponsorennamen wie die Männer an.
Nach der Wende gelang es den Basketball-Damen, sich in der 1. Damen-Basketball-Bundesliga zu etablieren. In der Saison 2011/12 erreichten sie den 7. Platz in der Bundesliga und erreichten in den Playoffs die Vizemeisterschaft. Auf der Webseite des SV Halle werden die Erfolge der ausgegliederten Vereine von 1970 bis 1990 (2 × DDR-Meister bei den Herren, 20 × DDR-Meister bei den Damen) nicht in der Erfolgsstatistik geführt, der SV Halle Lions führt die Erfolge der Frauen des KPV jedoch in seiner Geschichte auf. Die Basketballtraditionen des KPV gehen dabei bis in das Jahr 1954 als SK KPV Halle spielend zurück, während der Ursprungsverein HSG Wissenschaft Halle in den 1970er und 1980er Jahren sowohl bei den Damen als auch bei den Herren eigene Erfolge in der höchsten Liga der DDR als direkter Konkurrent der SG KPV 69 Halle feierte.

## Platzierungen bei DDR-Meisterschaften 1953–1990
| Jahr | Damen                                      | Herren                     |
| ---- | ------------------------------------------ | -------------------------- |
| 1953 | -                                          | 6 – HSG Wissenschaft Halle |
| 1954 | 5 – HSG Wissenschaft Halle                 | 2 – HSG Wissenschaft Halle |
| 1955 | 4 – HSG Wissenschaft Halle                 | 2 – HSG Wissenschaft Halle |
| 1956 | 5? – SC Wissenschaft Halle                 | 3 – SC Wissenschaft Halle  |
| 1957 | 2 – SC Wissenschaft Halle                  | 3 – SC Wissenschaft Halle  |
| 1958 | 2 – SC Wissenschaft Halle                  | 2 – SC Wissenschaft Halle  |
| 1959 | 2 – SC Chemie Halle                        | 4 – SC Chemie Halle        |
| 1960 | 1 – SC Chemie Halle                        | 2 – SC Chemie Halle        |
| 1961 | 1 – SC Chemie Halle                        | 2 – SC Chemie Halle        |
| 1962 | 2 – SC Chemie Halle                        | 2 – SC Chemie Halle        |
| 1963 | 2 – SC Chemie Halle                        | 1 – SC Chemie Halle        |
| 1964 | 1 – SC Chemie Halle                        | 1 – SC Chemie Halle        |
| 1965 | 2 – SC Chemie Halle                        | 3 – SC Chemie Halle        |
| 1966 | 3 – SC Chemie Halle                        | 2 – SC Chemie Halle        |
| 1967 | 2 – SC Chemie Halle                        | 2 – SC Chemie Halle        |
| 1968 | 1 – SC Chemie Halle                        | 3 – SC Chemie Halle        |
| 1969 | 1 – SC Chemie Halle                        | 2 – SC Chemie Halle        |
| 1970 | 1 – SG KPV 69 Halle                        | 1 – SG KPV 69 Halle        |
| 1971 | 1 – SG KPV 69 Halle                        | 3 – SG KPV 69 Halle        |
| 1972 | 1 – SG KPV 69 Halle                        | 1 – SG KPV 69 Halle        |
| 1973 | 1 – SG KPV 69 Halle                        | 2 – SG KPV 69 Halle        |
| 1974 | 2 – SG KPV 69 Halle                        | 3 – SG KPV 69 Halle        |
| 1975 | 1 – SG KPV 69 Halle 4 – SG KPV 69 Halle II | 3 – SG KPV 69 Halle        |
| 1976 | 1 – SG KPV 69 Halle                        | 2 – SG KPV 69 Halle        |
| 1977 | 1 – SG KPV 69 Halle 3 – SG KPV 69 Halle II | 3 – SG KPV 69 Halle        |
| 1978 | 1 – SG KPV 69 Halle 4 – SG KPV 69 Halle II | 2 – SG KPV 69 Halle        |
| 1979 | 1 – SG KPV 69 Halle 3 – SG KPV 69 Halle II | 3 – SG KPV 69 Halle        |
| 1980 | 1 – SG KPV 69 Halle 4 – SG KPV 69 Halle II | 9 – SG KPV 69 Halle        |
| 1981 | 1 – SG KPV 69 Halle 4 – SG KPV 69 Halle II | 8 – SG KPV 69 Halle        |
| 1982 | 1 – SG KPV 69 Halle                        | 4 – SG KPV 69 Halle        |
| 1983 | 1 – SG KPV 69 Halle 4 – SG KPV 69 Halle II | 3 – SG KPV 69 Halle        |
| 1984 | 1 – SG KPV 69 Halle                        | 2 – SG KPV 69 Halle        |
| 1985 | 1 – SG KPV 69 Halle 4 – SG KPV 69 Halle II | 2 – SG KPV 69 Halle        |
| 1986 | 1 – SG KPV 69 Halle 4 – SG KPV 69 Halle II | 7 – SG KPV 69 Halle        |
| 1987 | 1 – SG KPV 69 Halle 4 – SG KPV 69 Halle II | 6 – SG KPV 69 Halle        |
| 1988 | 1 – SG KPV 69 Halle                        | -                          |
| 1989 | 1 – SG KPV 69 Halle                        | -                          |
| 1990 | 1 – SG KPV 69 Halle                        | -                          |

## Platzierungen in der Übergangsrunde 1990–1991
| Jahr | Damen               | Herren              |
| ---- | ------------------- | ------------------- |
| 1991 | 2 – SC HPW 69 Halle | 5 – SC HPW 69 Halle |

## Platzierungen der Damen in der DBBL ab Wiederaufstieg
| Saison  | Liga    | Vorrunde                 | Playoffs      |
| ------- | ------- | ------------------------ | ------------- |
| 2006/07 | 2. DBBL | (Aufstieg)               | (Aufstieg)    |
| 2007/08 | 1. DBBL | ?                        | ?             |
| 2008/09 | 1. DBBL | 3                        | 4             |
| 2009/10 | 1. DBBL | 5                        | VF            |
| 2010/11 | 1. DBBL | 8                        | VF            |
| 2011/12 | 1. DBBL | 7                        | 2             |
| 2012/13 | 1. DBBL | 2                        | VF            |
| 2013/14 | 1. DBBL | 5                        | VF            |
| 2014/15 | 1. DBBL | 6                        | VF            |
| 2015/16 | 1. DBBL | 6                        | VF            |
| 2016/17 | 1. DBBL | 10                       | –             |
| 2017/18 | 1. DBBL | 12 (Abstieg)             | –             |
| 2018/19 | 2. DBBL | 3                        | HF (Aufstieg) |
| 2019/20 | 1. DBBL | 12 (abgebrochene Saison) | –             |
| 2020/21 | 1. DBBL | 8                        | VF            |
| 2021/22 | 1. DBBL | 10                       | –             |
| 2022/23 | 1. DBBL | 10                       | –             |
| 2023/24 | 1. DBBL | 4                        | HF            |
| 2024/25 | 1. DBBL |                          |               |